# 川島千愛
川島 千愛（かわしま ゆめ、1982年 - ）は、日本のAV女優。

## 略歴
- 2006年にAVデビュー。

## 出演作品
2006年
- 若妻膣丸見えDVD 川島千愛 24才（1月23日、東京ビデオ）
- 川島千愛の素顔（7月12日、エイチ・エス映像）
- 第2回 落とし穴ゲームIN納涼ビアガーデン（8月4日、V&Rプロダクツ）共演:咲月ゆり、佐藤和香、三村あかり、長瀬あずさ
- 夏合宿 美的★スイマー 女子水泳部5人の合宿生活（8月4日、アキノリ）他4名共演
- 川●千愛の裏モザイク無しビデオ（8月9日、エイチ・エス映像）
- ラジコンガール パート1 ～究極プロポで女の子を強制ハレンチコントロール!～（9月7日、V&Rプロダクツ）…他出演:みなもとみいな、後藤まどか、聖瑛麻 他4名
- アナルに指を入れたことのない娘がアナルを開発して気持ちよくなっちゃうまでの日記 （10月19日、桃太郎映像出版）
- 極悪レズエステ（11月4日、アキノリ）共演:早乙女みなき、蛯原みなみ、名波ゆら、泉まりん、山吹センリ

2007年
- B-1 対抗戦 ザ・プロレズリング Vol.02 （1月1日、バトル）共演:川瀬七夏
- 小便虐め 其之弐（1月10日、AVS）他出演:杉浦まな、瞳れん、花山葵
- 「超」パイパン娘。パイパン大運動会（1月13日、カルマ）共演:野々宮りん、観月若菜、百瀬ゆうな、高崎もえ、葉月ゆり、川村カンナ、紺乃すず、綾野みゆき、早乙女純
- 会社で女子社員にやってみたいエッチなことベストテン 2（2月22日、V&Rプロダクツ）共演:白石このみ、落合ゆき
- フェラマニア Vol.2（2月19日、ミスター・インパクト）他多数出演
- 極上手コキ Vol.2（3月19日、ミスター・インパクト）他多数出演
- キスマニアVol.2（4月19日、ミスター・インパクト）他多数出演
- オナニー30連発! オナニスト30人のひとりエッチ （5月19日、ミスター・インパクト）他29名出演
- 女性住人に脚責めされるM男たち フリーダムマンション（6月1日 フリーダム）共演:真咲ぴい子、夢乃加奈、花桐まつり、米山麗奈、川瀬七海
- 女性住人に金蹴りされるM男たち フリーダムマンション（6月1日 フリーダム）共演:真咲ぴい子、夢乃加奈、花桐まつり、米山麗奈、川瀬七海
- 女性住人に顔騎放尿されるM男たち フリーダムマンション（6月1日 フリーダム）共演:真咲ぴい子、夢乃加奈、花桐まつり、米山麗奈、川瀬七海

他